# Iakîmivka, Dobrovelîcikivka
Iakîmivka (în ucraineană Якимівка) este un sat în comuna Cervona Poleana din raionul Dobrovelîcikivka, regiunea Kirovohrad, Ucraina.

## Demografie
Componența lingvistică a localității Iakîmivka
     Ucraineană (99,07%)
     Alte limbi (0,93%)
Conform recensământului din 2001, majoritatea populației localității Iakîmivka era vorbitoare de ucraineană (99,07%), existând în minoritate și vorbitori de alte limbi.